# Болдин, Евгений Борисович
Евгений Борисович Болдин (род. 13 апреля 1948, Москва) — музыкальный продюсер, третий муж Аллы Пугачёвой.

## Биография
Родился 13 апреля 1948 года в Москве.
Мать — Нина Герасимовна Болдина (род. 17 августа 1926). В семье было трое детей: Евгений, брат Алексей Борисович Болдин (род. 28 февраля 1950) — бизнесмен, владеет кулинарным и кондитерским цехами, сестра Валентина Борисовна (род. 1956) — торговый работник.
Зарабатывать начал в 14 лет, когда учился в ПТУ, которое окончил с отличием, параллельно окончил школу рабочей молодёжи (1962—1964).
В 1966 году поступил в Индустриально-педагогический техникум, после окончания техникума служил в армии в Таманской дивизии, получил звание младшего лейтенанта.
С 1971 года по 1973 год работал учителем черчения в школе.
В 1974 году познакомился случайно с Олегом Непомнящим и Мишей Плоткиным, которые профессионально занимались организацией концертов. Они его пригласили работать администратором по организации и проведению концертов и спецмероприятий в Союзконцерт.

Миша Плоткин: «Болдина я встретил случайно. Он жил тогда в Марьиной Роще, разъезжал на красивой машине. Я пригласил его к себе работать. Помню, на одни гастроли мы поехали таким составом: Женька, я, ансамбль „Лейся, песня“ и Лёва Лещенко».— Собеседник
Окончил ГИТИС в 1980 году факультет экономики и организации театрального производства и концертно-зрелищных мероприятий.
Евгений Болдин прошёл путь от администратора до директора концертных программ Отдела фестивалей и спецмероприятий Росконцерта. 
В 26 лет, не имея опыта и связей, он организовывал фестивали, концерты, гастроли, спецмероприятия; в них принимали участие С. Рихтер, М. Магомаев, Л. Лещенко, Г. Хазанов, С. Ротару.
В 1978 году Евгений Болдин стал директором коллектива А. Б. Пугачёвой.
Они поставили такие программы:
- музыкальные концертные спектакли «Монологи певицы» (1979);
- «У нас в гостях — Маэстро» (1981);
- «Пришла и говорю» (1984) в СК «Олимпийский» и одноимённый музыкальный художественный фильм;
- телевизионное шоу «Новогодний аттракцион» (1981—1983);
- «Рождественские встречи» в СК «Олимпийский» (1989—1992);
- благотворительная акция «Счёт 904» для пострадавших от Чернобыльской катастрофы (1988).

Алле Пугачёвой Евгений Болдин организовал её первые гастроли за границу — в Скандинавию; они дали концерты во всех крупных городах Швеции и Финляндии.
В 1984 году Евгений Болдин создал совместно с Ларсом Оверстрёмом и Питером Захау — шведскими музыкальными менеджерами — грамзаписывающую компанию «World Record Music», в которой Болдин стал сопродюсером; выпустили пластинки А. Пугачёвой для Швеции и Финляндии.
Евгений Болдин заказывал световое, звуковое оборудование по собственным чертежам на предприятиях оборонно-космического комплекса, а также заказывал рекламную продукцию: плакаты, буклеты.
В 1987 году Алла Пугачёва и Евгений Болдин создали «Театр Песни», в составе которого были: Александр Малинин, Владимир Пресняков, Кристина Орбакайте, поэт Илья Резник, Ольга Кормухина, Крис Кельми, Игорь Николаев, Владимир Кузьмин, Александр Кальянов, группы «Рецитал», «А-Студио» и другие.
С 1984 года по 1990 год Евгений Болдин был членом художественного совета министерства культуры СССР.
Во время Перестройки прекратили существование Госконцерт, Союзконцерт, Росконцерт, Москонцерт (эти организации управляли гастролями, концертами, фестивалями артистов всех жанров).
В 1989 году «Театр Песни» создал одно из первых совместных с американцами предприятий «Эс Эй Ви Энтертейнмент», президентом которого стал Евгений Болдин.
Евгений Болдин организовывал гастроли Большого театра, драмтеатров Москвы, цирка, народных ансамблей и фольклорных коллективов.
В 1995 году, проведя концерт Элтона Джона, компания Евгения Болдина получила специальный диплом за лучшую организацию концерта европейского турне Элтона Джона.
Компания Евгения Борисовича Болдина «Эс Эй Ви Энтертейнмент» организовала и провела в Москве гастроли: Дайаны Росс, Дэвида Боуи, Стинга, Пола Янга, Тины Тёрнер, Рода Стюарта, Брайана Адамса, Патрисии Каас, Шарля Азнавура, групп «Scorpions», «ZZ Top», «Продиджи», «Пэт Шоп Бойз», «Depeche Mode», концерты в Санкт-Петербурге, Киеве, Минске.
Во время празднования 850-летия основания Москвы компания организует концерты Лучано Паваротти на Красной Площади и Патриссии Каас в Государственном Кремлёвском Дворце. Евгений Болдин добился права на телетрансляции этих концертов.
Компания «Эс Эй Ви Энтертейнмент» вошла в мировой Каталог шоу-бизнеса.
За лучшую организацию и проведение гастролей зарубежных звёзд компания Евгения Болдина дважды стала Лауреатом музыкальной премии «Овация» (1995, 1997).
Компания Евгения Болдина в 1997 году принимала участие в открытии ресторана «Планета Голливуд» с участием американских актёров: Сильвестра Сталлоне, Стивена Сигала, Арнольда Шварценеггера, Патрика Свейзи, Жерара Депардьё.
В феврале 1999 года Евгений Болдин избран действительным членом Академии социальных наук.

## Личная жизнь
- Первая жена — Людмила [3].
  - Дочь Екатерина Евгеньевна Болдина (род. 22 сентября 1973 года - 2018г. источник https://lady.mail.ru/article/548848-ostavila-mne-vnukov-evgenij-boldin-rasskazal-o-sme/): окончила четыре курса ГИТИСа, бросила и окончила двухгодичные курсы медсестёр, работала в реанимационном отделении Первой градской больницы, поступила на факультет высшего сестринского образования ММА имени И. М. Сеченова.
    - 2 внука и 3 внучки[4].
- Вторая жена (1985 — декабрь 1993) — Алла Пугачёва (ранее: 1980 — 1985 — сожительство).
- Третья жена — Марина Лях (1980 год рождения[5];  с 2003 года — в гражданском браке[6]): родом из Краснодара, домохозяйка, мечтала стать певицей, поёт в караоке, по образованию экономист[7]. Окончила Кубанский государственный университет (экономический факультет), пела в Кубанском казачьем хоре. Познакомил их Лев Лещенко[8][9].
  - Дочь — Мария (род. 20 апреля 2009 года)[7].

## Фильмография
- 1985 — Пришла и говорю
- 1991 — Гений — камео (нет в титрах)
- 2010 — Влюбиться в человека. Игорь Николаев (документальный)